# Gorka Elustondo
Gorka Elustondo Urkola (ur. 18 marca 1987 w Beasain) – piłkarz baskijski grający na pozycji defensywnego pomocnika. Jest wychowankiem klubu Real Sociedad. Obecnie piłkarz Athleticu Bilbao.

## Kariera klubowa
Karierę piłkarską Elustondo rozpoczął w Aitzgorri, a następnie podjął treningi w klubie Real Sociedad z miasta San Sebastián. W 2005 roku stał się członkiem rezerw Realu. W latach 2005–2008 grał w ich barwach w rozgrywkach Segunda División B. W międzyczasie w 2006 roku awansował do kadry pierwszego zespołu Realu. W Primera División zadebiutował 20 grudnia 2006 w zremisowanym 0:0 wyjazdowym meczu z Celtą Vigo. Na koniec sezonu 2006/2007 spadł z Realem do Segunda División i na tym szczeblu rozgrywek grał przez kolejne trzy sezony. W 2010 roku Elustondo z Realem powrócił do Primera División po tym, jak klub z San Sebastián wywalczył mistrzostwo Segunda División.
1 lipca 2015 roku został piłkarzem Athleticu Bilbao.
| Sezon   | Klub            | Kraj      | Rozgrywki          | Mecze | Bramki |
| ------- | --------------- | --------- | ------------------ | ----- | ------ |
| 2005/06 | Real Sociedad B | Hiszpania | Segunda División B | ?     | ?      |
| 2006/07 | Real Sociedad   | Hiszpania | Primera División   | 6     | 0      |
| 2006/07 | Real Sociedad B | Hiszpania | Segunda División B | ?     | ?      |
| 2007/08 | Real Sociedad   | Hiszpania | Segunda División   | 19    | 2      |
| 2007/08 | Real Sociedad B | Hiszpania | Segunda División B | ?     | ?      |
| 2008/09 | Real Sociedad   | Hiszpania | Segunda División   | 7     | 1      |
| 2009/10 | Real Sociedad   | Hiszpania | Segunda División   | 30    | 1      |
| 2010/11 | Real Sociedad   | Hiszpania | Primera División   | 18    | 0      |
| 2011/12 | Real Sociedad   | Hiszpania | Primera División   | 17    | 1      |
| 2012/13 | Real Sociedad   | Hiszpania | Primera División   | 8     | 1      |
| 2013/14 | Real Sociedad   | Hiszpania | Primera División   | 20    | 0      |
| 2014/15 | Real Sociedad   | Hiszpania | Primera División   | 19    | 1      |
| 2015/16 | Athletic Bilbao | Hiszpania | Primera División   | 11    | 1      |
| 2016/17 | Athletic Bilbao | Hiszpania | Primera División   | 2     | 0      |
| 2017/18 | Rayo Vallecano  | Hiszpania | Segunda División   | 14    | 0      |
| 2018/19 | Rayo Vallecano  | Hiszpania | Primera División   | 5     | 0      |

## Kariera reprezentacyjna
W 2006 roku Elustondo wraz z reprezentacją Hiszpanii U-19 wywalczył mistrzostwo Europy U-19 w Polsce. W swojej karierze występował także w reprezentacji U-20.